# Caribophyllum
Caribophyllum is een geslacht van rechtvleugeligen uit de familie sabelsprinkhanen (Tettigoniidae). De wetenschappelijke naam van dit geslacht is voor het eerst geldig gepubliceerd in 1947 door Rehn.

## Soorten
Het geslacht Caribophyllum  is monotypisch en omvat slechts de volgende soort:
- Caribophyllum necopinum (Rehn, 1947)